# Maureen Connolly
Maureen Catherine Connolly Brinker, soprannominata Little Mo (San Diego, 17 settembre 1934 – Dallas, 21 giugno 1969), è stata una tennista statunitense, la prima nella sua disciplina a realizzare il Grande Slam nel 1953.

## Carriera
Da bambina amava andare a cavallo, ma dovette smettere poiché la madre non poteva permettersi i costi elevati delle lezioni. Decise così di iniziare a giocare a tennis. Grazie ad una potenza eccezionale e una precisione formidabile da fondo campo, a 14 anni aveva già vinto 56 gare consecutive e nel 1949 divenne la più giovane vincitrice degli U.S. Open nella categoria "under 18".
Nel 1951, a 16 anni, Connolly sconfisse Shirley Fry divenendo la più giovane tennista ad aggiudicarsi gli US Championship, questa volta nella categoria degli "adulti".
L'anno successivo vinse il Torneo di Wimbledon, battendo Louise Brough e ancora gli US Championship, battendo la connazionale Doris Hart.
Nel 1953, assunse un nuovo allenatore, il capitano della nazionale australiana di Coppa Davis Harry Hopman, e raggiunse l'obiettivo di centrare tutti e quattro i tornei del Grande Slam. Sconfisse Julia Sampson nella finale degli Australian Open e Doris Hart in finale al Roland Garros, a Wimbledon e agli U.S. National Championships. Divenne così la prima donna a riuscire in questa impresa. 
Solo Margaret Smith Court, nel 1970, e Steffi Graf, nel 1988, riusciranno a fare altrettanto, nel singolare femminile. Tuttavia Connolly, nel 1953, cedette un solo set in tutti e quattro i tornei e rimane la più giovane (diciotto anni) ad aver conseguito il Grande Slam, sia tra gli uomini che tra le donne. Quell'anno perse, invece, dalla rivale Doris Hart, la finale degli Internazionali d'Italia in tre combattutissimi set. I successi la resero l'idolo dei media ed una delle persone più popolari degli Stati Uniti. Fu nominata per tre anni consecutivi, dal 1951 al 1953, Associated Press Female Athlete of the Year.
Nel 1954 non partecipò agli open d'Australia ma si aggiudicò gli Internazionali d'Italia sconfiggendo in finale Patricia Ward per 6-2, 6-4. Si aggiudicò nuovamente i titoli del singolare agli Internazionali di Francia e a Wimbledon. Grazie a tali vittorie, Connolly poté assommare nove vittorie consecutive nei tornei slam a cui aveva partecipato, rimanendo imbattuta per 50 incontri di singolare. 
Il 20 luglio 1954, durante una cavalcata, cadde a seguito di un incidente con un camion, rompendosi la gamba destra e ponendo così prematuramente fine, a soli 19 anni, alla sua carriera.
Nel 1955 sposò Norman Brinker, membro della squadra olimpica equestre statunitense nel 1952, con cui divideva l'amore per i cavalli; la coppia ebbe 2 figli.
Connolly continuò comunque ad occuparsi di tennis, sia come corrispondente per vari giornali statunitensi e inglesi, sia come allenatrice della squadra statunitense nella Coppa Wightman quando questa veniva disputata negli Stati Uniti. In Texas, assieme al marito, fondò la "Maureen Connolly Brinker Foundation", per promuovere il tennis tra i giovani.
Nella sua carriera vinse anche tutti gli incontri disputati, dal 1951 al 1954, nella Coppa Wightman.

### La prematura scomparsa
Nel 1966 le fu diagnosticato un cancro. Dopo una lunga battaglia, morì all'età di 34 anni, a Dallas, e fu sepolta al Sparkman-Hillcrest Memorial Park Cemetery.
Connolly entrò nel 1968 nell'International Tennis Hall of Fame e nel 1987 nell'International Women's Sports Hall of Fame.

## Record nel Grande Slam
- Australian Championships
  - Vittoria nel Singolare: 1953
  - Vittoria nel Doppio Femminile: 1953
  - Finale nel Doppio misto: 1953
- French Championships
  - Vittoria nel Singolare (2): 1953, 1954
  - Vittoria nel Doppio Femminile: 1954
  - Finalista nel Doppio femminile: 1953
  - Vittoria nel Doppio Misto: 1954
  - Finalista nel Doppio misto: 1953
- Wimbledon
  - Vittoria nel Singolare (3): 1952, 1953, 1954
  - Finalista nel Doppio Femminile(2): 1952, 1953
- U.S. Championships
  - Vittoria nel Singolare (3): 1951, 1952, 1953
  - Finalista nel Doppio Femminile: 1952

## Finali nei tornei del Grande Slam

### Singolare

#### Vittorie (9)
| Anno | Torneo                        | Avversaria in Finale | Punteggio     |
| 1951 | U.S. Championships            | Shirley Fry          | 6-3, 1-6, 6-4 |
| 1952 | Wimbledon                     | Louise Brough        | 6-4, 6-3      |
| 1952 | U.S. Championships (2)        | Doris Hart           | 6-3, 7-5      |
| 1953 | Australian Championships      | Julia Sampson        | 6-3, 6-2      |
| 1953 | Internazionali di Francia     | Doris Hart           | 6-2, 6-4      |
| 1953 | Wimbledon (2)                 | Doris Hart           | 8-6, 7-5      |
| 1953 | U.S. Championships (3)        | Doris Hart           | 6-2, 6-4      |
| 1954 | Internazionali di Francia (2) | Ginette Bucaille     | 6-4, 6-1      |
| 1954 | Wimbledon (3)                 | Louise Brough        | 6-2, 7-5      |

### Doppio

#### Vittorie (2)
| Anno | Torneo                    | Compagna         | Avversarie in Finale            | Punteggio     |
| 1953 | Australian Championships  | Julia Sampson    | Beryl Penrose Mary Bevis Hawton | 6–4, 6–2      |
| 1954 | Internazionali di Francia | Nell Hall Hopman | Maud Galtier Suzanne Schmitt    | 7–5, 4–6, 6–0 |

#### Finali perse (4)
| Anno | Torneo                    | Compagna            | Avversarie in Finale         | Punteggio |
| 1952 | Wimbledon                 | Louise Brough Clapp | Doris Hart Shirley Fry Irvin | 8–6, 6–3  |
| 1952 | U.S. Championships        | Louise Brough Clapp | Doris Hart Shirley Fry Irvin | 10–8, 6–4 |
| 1953 | Internazionali di Francia | Julia Sampson       | Doris Hart Shirley Fry Irvin | 6–4, 6–3  |
| 1953 | Wimbledon (2)             | Julie Sampson       | Doris Hart Shirley Fry Irvin | 6–0, 6–0  |

### Doppio misto

#### Vittorie (1)
| Anno | Torneo                    | Compagno | Avversari in Finale            | Punteggio |
| 1954 | Internazionali di Francia | Lew Hoad | Jacqueline Patorni Rex Hartwig | 6–4, 6–3  |

#### Finali perse (2)
| Anno | Torneo                    | Compagno            | Avversari in Finale       | Punteggio     |
| 1953 | Australian Championships  | Hamilton Richardson | Julia Sampson Rex Hartwig | 6–4, 6–3      |
| 1953 | Internazionali di Francia | Mervyn Rose         | Doris Hart Vic Seixas     | 4–6, 6–4, 6–0 |